# 夏侯徽
夏侯 徽（かこう き、建安16年（211年） - 青龍2年（234年））は、中国三国時代の魏の女性。字は媛容。諡は懐。豫州沛国譙県の人。司馬師の最初の夫人。娘が5人いる。父は夏侯尚。生母は徳陽郷主（曹真の妹）。同母兄は夏侯玄。従兄は曹爽。

## 事跡
教養深く見識ある婦人であった。司馬師は事を諮る時、常に夏侯徽へ先んじて相談していたという。曹叡（明帝）の時代、司馬懿には大将軍として威勢があり、子の司馬師や司馬昭も雄才大略の誉れ高かった。彼女は司馬師との間に娘5人を産んだが、男子を授かれなかった。やがて彼女は、司馬師が魏に忠誠を尽くす人物ではないと気づくようになった。また司馬師の方も、宗室出身の夏侯徽を忌み遠ざけはじめていたため、夫婦間の仲は不和となっていった。青龍2年（234年）、司馬師は夏侯徽を毒殺し峻平に葬らせた。
このような経緯があったため、晋の成立後に司馬氏とその関係者の故人に対し追号があった後も、前妻の夏侯徽は外されていた。しかし、司馬師の後妻である羊太后が司馬炎（武帝）を説得したため、泰始2年（266年）に皇后位が追贈され、懐と諡された（諡号としては「景懐皇后」）。